# Acheilognathus koreensis
Acheilognathus koreensis är en fiskart som beskrevs av Kim och Kim, 1990. Acheilognathus koreensis ingår i släktet Acheilognathus och familjen karpfiskar. Inga underarter finns listade i Catalogue of Life.